# 佐世保橋

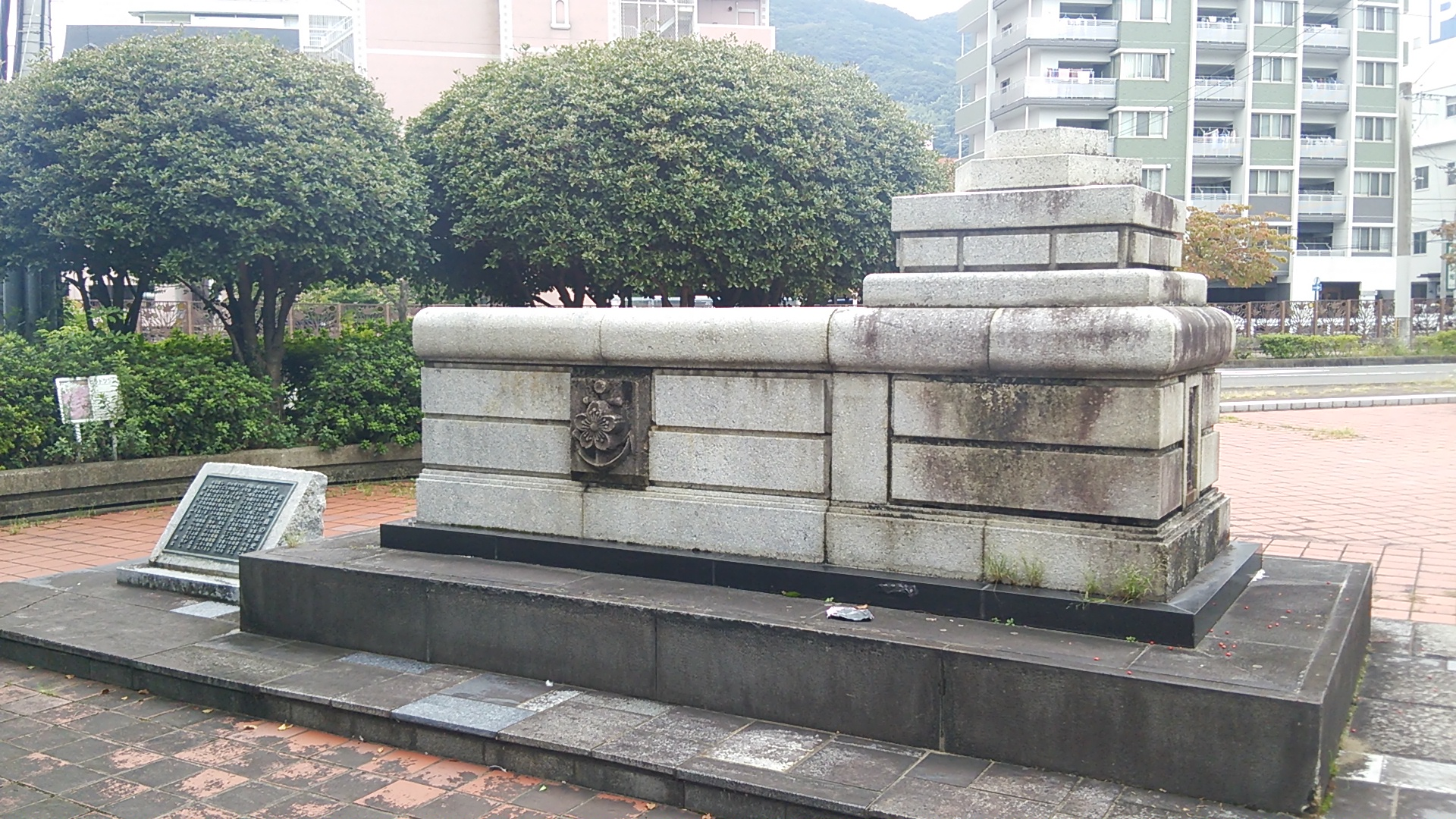
佐世保橋のそば・浜田公園にある旧橋の一部。海軍のシンボルである桜と錨のレリーフがある。

佐世保橋（させぼばし）は、長崎県佐世保市の佐世保川に架かる橋である。別称海軍橋（かいぐんばし）。

## 概要
- 延長 44m
- 幅員 36m
- 車道 片側一部4車線
- 竣工 1985年（昭和60年）9月13日

## 歴史
1886年（明治19年）、当時の佐世保村に海軍鎮守府を置くことが決まり、3年後に佐世保鎮守府が開設されたが、それまでは佐世保川には橋が架かっておらず、対岸へ渡る際には飛び石を使っていたことから架橋の必要が生じた。
鎮守府開設1年後の1890年（明治23年）6月に初代の橋が完成したが木造の上に土をかぶせた大雨などの災害に脆弱な構造であり、1904年（明治37年）6月の洪水でついに流失するにいたった。その2年後の1906年（明治39年）に恒久的な橋としてコンクリート橋梁に架け替えられた。当時、日本国内でも2番目という早い時期に完成したコンクリート橋梁である。
その後、1939年（昭和14年）に拡幅が行われたが交通量の増大と老朽化により1984年（昭和59年）8月に現在の橋への架け替え工事に着手、翌年9月に竣工した。総工費約7億5,700万円。旧橋の欄干の一部が橋の東側の浜田公園に保存されている。

## 周辺施設
- 佐世保市総合医療センター
- 旧海軍佐世保鎮守府凱旋記念館
- 佐世保市消防局
- 海上自衛隊佐世保史料館
- 米海軍佐世保基地
- 海上自衛隊佐世保基地
- NHK佐世保支局
- 西九州自動車道 佐世保中央IC